# Алуштинська волость
Алуштинська волость — історична адміністративно-територіальна одиниця Ялтинського повіту Таврійської губернії з центром у селі Алушта.
Станом на 1886 рік складалася з 12 поселень, 2 сільських громад. Населення — 8031 особа (4193 чоловічої статі та 3838 — жіночої), 1256 дворових господарств.
У 1890-х роках із частини волості виділено нову, Кучук-Узенська волость.
|                     | Площа, десятин | У тому числі орної, десятин |
| ------------------- | -------------- | --------------------------- |
| Сільських громад    | 30928          | 259                         |
| Приватної власності | 13436          | 151                         |
| Казенної власності  | 1898           | —                           |
| Іншої власності     | 101            | 57                          |
| Загалом             | 46363          | 467                         |

Найбільші поселення волості:
- Алушта — колишнє державне село при струмках Корбек, Узень й Демерджі-Узень за 41 версту від повітового міста, 738 осіб, 121 двір, православна церква, 2 мечеті, школа, аптека, 13 лавок, 2 готелі, харчевня, винокурний завод. За версту — винокурний завод. За 3 версти — 2 винокурних заводи. За 5 верст — винокурний завод. За 15 верст — 3 винокурних заводи. За 18 верст — винокурня.
- Біюк-Ламбат — колишнє державне село при річці Коро-Узень, 642 особи, 107 дворів, 2 мечеті, школа, поштова станція, лавка, пекарня.
- Демерджі — колишнє державне село при річці Демерджі-Узень, 1000 осіб, 164 двори, мечеть.
- Корбек — колишнє державне село при річці Корбек-Узень, 1268 осіб, 208 дворів, 2 мечеті, лавка.
- Куру-Узень — колишнє державне село при річці Куру-Узень, 228 осіб, 164 двори, мечеть, каплиця, цегельний завод.
- Кучук-Ламбат — колишнє державне село при морі, 91 особа, 15 дворів, православна церква, мечеть, недобудована каплиця.
- Кучук-Узень — колишнє державне село при  річці Улу-Узень, 433 особи, 76 дворів, православна церква, мечеть, каплиця.
- Тувак — колишнє державне село при  річці Алочик Узень, 638 осіб, 112 дворів, мечеть.
- Улу-Узень — колишнє державне село при  річці Улу-Узень, 91 особа, 15 дворів, православна церква, мечеть, недобудована каплиця.
- Ускут — колишнє державне село при  річці Ускут, 1368 осіб, 240 дворів, мечеть, 2 лавки.
- Шума — колишнє державне село при  річці Шума, 456 осіб, 76 дворів, 2 мечеті.